# Alfred Barratt
Alfred Barratt  (ur. 12 lipca 1844 w Manchester, zm. 18 maja 1881 w Fulham) – brytyjski filozof i  barrister.

## Życiorys
Alfred rozpoczął edukacje w 1856 w szkole w Sandbach. Następnie uczęszczał do Rugby School (1858-1862) a następnie studiował na Uniwersytecie Oksfordzkim w Balliol College. W 1867 roku uzyskał stypendium w Brasenose College, a w 1870 stypendium prawnicze Eldona.

## Filozofia
Mimo głębokiego wpływu ewolucjonizmu  wykazywał niewielkie zainteresowanie ideami Karola Darwina.  W treści i generalnie szerokim zakresie jego prawdziwym mentorem był Herbert Spencer, którego uważał za największego filozofa tamtych czasów.  Chociaż był krytyczny wobec szczegółów, to pod wpływem Spencera Alfred Barratt pisał zarówno o etyce, jak i ontologii. Etyka jest przedmiotem pierwszej książki Barratta Etyka fizyczna (1869). Barratt przekonywał, że najwyższym dobrem jest przyjemność i że to właśnie motywuje wszystkie nasze działania.

## Prawo
W 1872 roku został barristerem. Zaangażowany w pracę 1 maja 1881 roku doznał paraliżu i zmarł 18 maja. 